# 陳國坤
陈国坤（英語：Danny Chan Kwok Kwan，1975年8月1日—），人称小龙，出生於中華人民共和國廣東省寶安縣，香港男演员、导演及摄影师，原为特约演员，獲周星馳賞識，2000年担任电影《少林足球》的排舞师，后因外貌神似李小龙而成为《少林足球》主要演员，憑《功夫》中的斧頭幫大佬「琛哥」一角獲第二十四屆香港電影金像獎「最佳男配角」提名。

## 背景

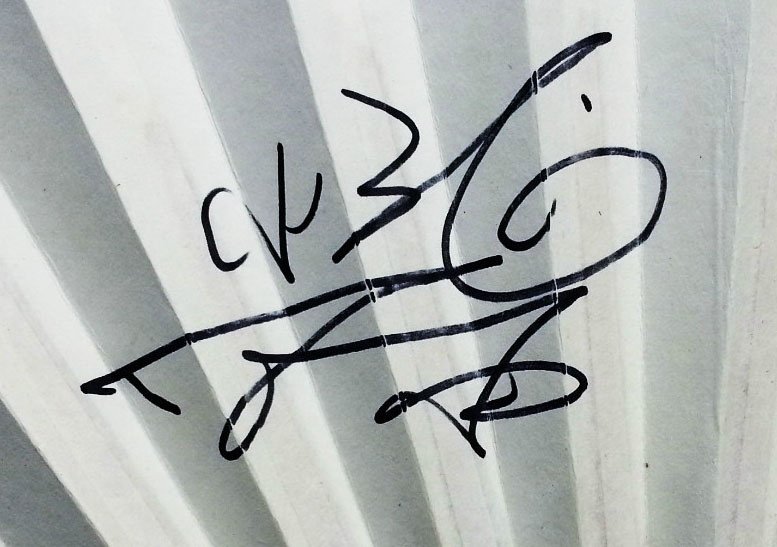
陳國坤簽名

陳國坤生於廣東省寶安縣（今深圳市），五歲時到香港生活，住在黃大仙區。他家有兩位胞兄，父母皆為漁民，外祖父是已故前深圳市人大副主任陳錫桃。陳國坤1988年畢業於黃大仙官立小學（小六），1991年畢業於五旬節聖潔會永光書院（中三），入讀後者期間是一名運動健將，學業成績較差，沒有參加香港中學會考，自小因看見消防員英勇撲滅火災而立志向此方面發展。中三畢業後當過侍應、廚房學徒、酒保、調酒師、茶餐廳沖奶茶師傅、股票經紀、地盤工人、裝修工人、三行工人以及旺角波鞋街鞋類售貨員，卻不會長期從事每一份工作，因為他不喜歡專注於一個職業，自覺沒有趣味便會辭職。他在眼鏡88當銷售員，曾被晉升為驗光師監督。
陳國坤在電影配樂音樂人劉以達與韋啟良的錄音室中做助手時當過電影臨時演員，後来將載有《少林足球》預告片音樂的光碟送到周星馳的公司，結果周星馳覺得其外貌與李小龍極為相似，所以著田啟文給陳國坤一份演員招募的表格。陳國坤填完便離去。註:(另有一說法其實是林子善介紹給周星馳認識的)其後，他在林子善的聯絡下到訓練班旁聽。周星馳詢問其當演員的意願後安排他在《少林足球》中演出，並簽約成為周氏公司的旗下藝人，為期八年。本來陳只為《少林足球》中擔任編舞。直至2004年，他才成立自己的製作公司。監製宋本中為其事業上的合作伙伴。
2017年和陳小春共同主演網劇《反黑》。2020年，陳憑《葉問4：完結篇》「李小龍」一角獲得第27屆華鼎獎「中國電影最佳男配角」獎。

## 家庭生活
2014年10月25日，陳國坤迎娶香港女歌手黃伊汶，在峇里島完婚，現育有一子陳真，2016年3月出生。

## 作品

### 電影
| 年份   | 片名                          | 角色                                    | 導演           |
| 1996年 | 古惑仔3之隻手遮天             | 東星肥屍手下 葉玉卿（首次跟陳小春同框） | 劉偉強         |
| 2000年 | 江湖告急                      |                                         | 林超賢         |
| 2001年 | 少林足球                      | 四師兄、鬼影擒拿手                      | 周星馳         |
| 2001年 | 尖峰時刻2                     | 桑拿房打手成員                          | 布萊特·拉特納  |
| 2002年 | 一蚊雞保鏢                    | 收數佬                                  | 黃子華、鄺文偉 |
| 2004年 | 功夫                          | 斧頭幫大佬琛哥                          | 周星馳         |
| 2005年 | 功夫無敵                      | 董青洋                                  |                |
| 2006年 | 得閒飲茶                      | 康仔                                    | 林子聰         |
| 2006年 | 愛得太遲                      | Otto                                    |                |
| 2007年 | 功夫无敌                      |                                         |                |
| 2007年 | 心想事成                      | 孫悟空                                  | 鄭中基         |
| 2007年 | 這是我的名字，你有什麼意見嗎? | 帥哥坤、醜哥坤                          |                |
| 2008年 | 長江7號                       |                                         | 周星馳         |
| 2008年 | 我老婆係賭聖                  | 仇曼聯                                  | 王晶           |
| 2008年 | 大四喜                        | 何堅                                    |                |
| 2009年 | 家有囍事2009                  |                                         | 谷德昭         |
| 2010年 | 越光寶盒                      | 士兵                                    | 劉鎮偉         |
| 2010年 | 初恋红豆冰                    | 友情客串                                | 阿牛           |
| 2011年 | 截拳之魂                      | Jin                                     |                |
| 2015年 | 道士下山                      | 趙心川                                  | 陳凱歌         |
| 2015年 | 探靈檔案                      |                                         |                |
| 2015年 | 葉問3                         | 李小龍                                  | 葉偉信         |
| 2017年 | 浪漫搭檔                      | 莫小河                                  | 劉夏同         |
| 2017年 | 你往哪里跑                    |                                         |                |
| 2017年 | 歡樂喜劇人                    | 王總                                    |                |
| 2018年 | 臥底巨星                      | 泰哥                                    | 谷德昭         |
| 2018年 | 功夫联盟                      | 陈阿真                                  | 刘镇伟         |
| 2018年 | 濟公之英雄歸位(網絡電影)      | 伏虎                                    |                |
| 2018年 | 冒牌搭檔                      | 小龍                                    |                |
| 2019年 | 最佳男友進化論                | 牛晶                                    |                |
| 2019年 | 作家的謊言：筆忠誘罪          | Jason(地產經紀)                         |                |
| 2019年 | 素人特工                      | 高浩                                    |                |
| 2019年 | 戰金剛(網絡電影)              | 郭震东                                  |                |
| 2019年 | 葉問4：完結篇                 | 李小龍                                  |                |
| 2020年 | 拳道                          | 阿牛                                    | 蘇炫閣         |
| 2020年 | 掘地求生(網絡電影)            | 玫瑰                                    |                |
| 2021年 | 出手吧！女生                  |                                         |                |
| 2021年 | 大唐重案組(網絡電影)          | 上官星宇                                |                |
| 2021年 | 直击现场                      |                                         |                |
| 2022年 | 浪子降魔(網絡電影)            | 虎王                                    |                |
| 2022年 | 邊緣行者                      | 輝煌                                    | 黃明昇         |
| 2023年 | 紙人回魂 (網絡電影)           | 赵全                                    |                |
| 2023年 | 暗殺風暴                      | 袁志邦（友情演出）                      | 邱禮濤         |
| 2023年 | 怒潮                          | 喬治                                    |                |
| 2024年 | 画江湖之不良帅 (網絡電影)     | 袁天罡                                  |                |
| 2024年 | 西装暴徒                      | 李非/周克                               | 邱禮濤         |
| 2024年 | 重生                          | 赫塔                                    |                |
| 2024年 | 金錢堡壘                      | 孔辉                                    |                |

### 電視劇
- 2005年《哈拉教父》客串
- 2006年《功夫狀元》飾 聶小龍
- 2007年《食神》飾 鵝頭
- 2008年《李小龍傳奇》飾 李小龍
- 2011年《大唐双龙传之长生诀》飾 寇仲
- 2012年《大营救》飾 秦国忠
- 2012年《馬永貞》飾 馬永貞
- 2014年《坐88路车回家》飾 赵乔治
- 2015年《医馆笑传》飾 金如風 / 天龍道人
- 2015年《新猛龙过江》飾 聂云

### 網絡劇
- 2015年《天才在左，疯子在右》
- 2017年《反黑》飾 張少鈞

### 綜藝節目
| 首播年份 | 播出频道 | 節 目 名 稱                          |
| -------- | -------- | ------------------------------------ |
| 2016年   | 浙江衛視 | 《來吧冠軍》第一季 拳擊（05/22播出） |
| 2024年   | TVB      | 新春保良迎金龍                       |

## 廣告
- 2001 金象米
- 2002 生力啤-上網篇
- 2002 生力啤-新鮮到飛起篇
- 2002 麥當勞球迷套餐(中國大陸)
- 2003 諾基亞6100（台灣）
- 2013 JOHNNIE WALKER 傳奇巨星李小龍篇 ，飾演電腦動畫(CGI)合成的李小龍

## 外部連結
- 陳國坤的新浪微博
- 陳國坤的Instagram帳戶
- 陳國坤之部落格 （页面存档备份，存于）